# Bueu
Bueu là một đô thị trong tỉnh Pontevedra, Galicia, Tây Ban Nha.
42°19′B 8°47′T / 42,317°B 8,783°T
Bản mẫu:Costas